# Kleine Lappenfledermaus

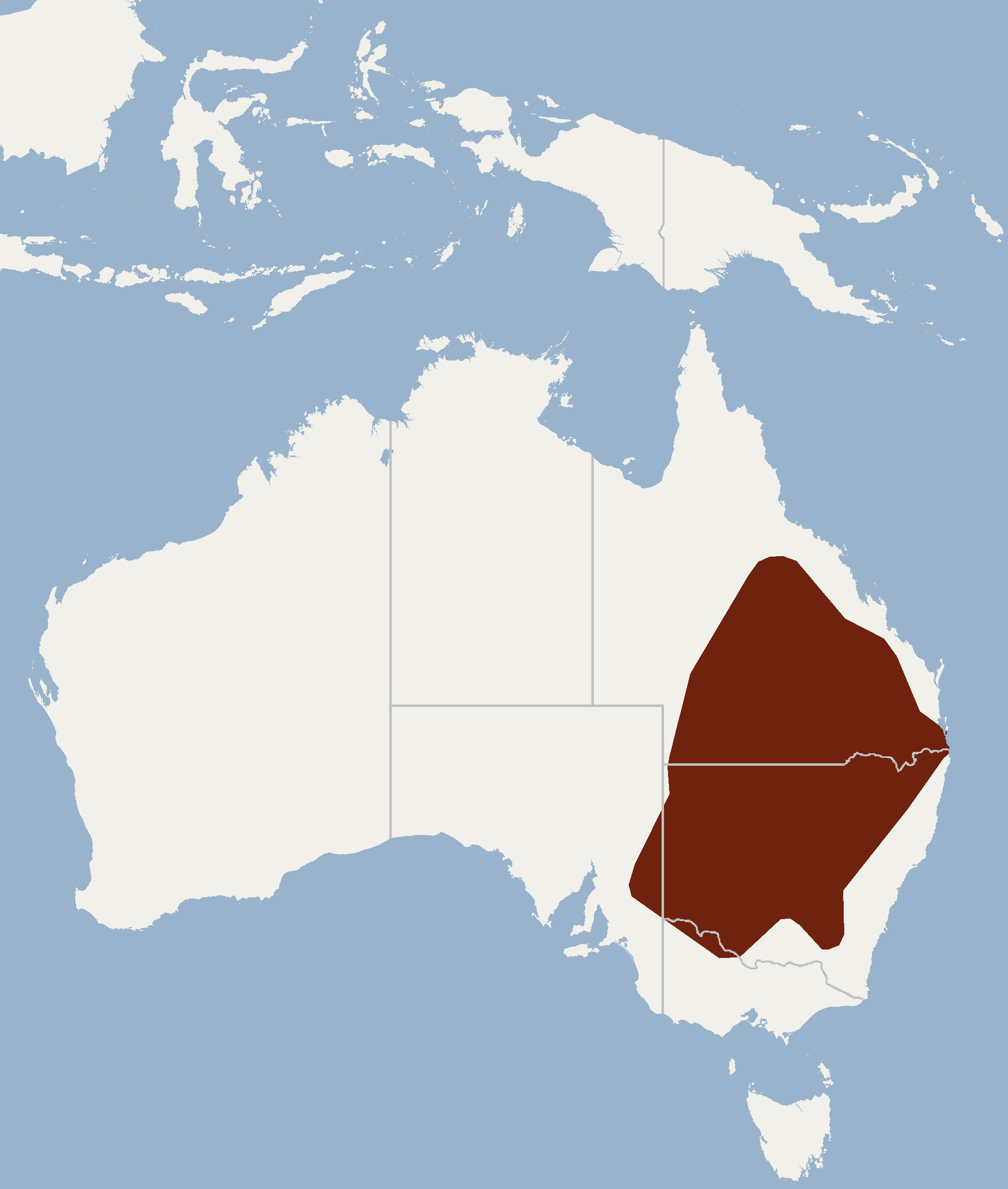
Hauptsächliches Verbreitungsgebiet der Kleinen Lappenfledermaus

Die Kleine Lappenfledermaus (Chalinolobus picatus) ist ein vorwiegend im östlichen Australien verbreitetes Fledertier in der Gattung der Lappenfledermäuse. Das Typusexemplar stammt aus dem Bundesstaat New South Wales von einem Lagerplatz, den Kapitän Charles Sturt im frühen 19. Jahrhundert angelegt hatte. Der Artzusatz im wissenschaftlichen Namen ist aus dem Gattungsnamen der Echten Elstern (Pica) gebildet und bezieht sich auf die schwarz-weiße Färbung des Tieres.

## Merkmale
Wie der deutsche Name andeutet, ist die Art mit einer Kopf-Rumpf-Länge von 45 bis 49 mm, einer Schwanzlänge von 29 bis 42 mm und einem Gewicht von 4 bis 7 g ein kleiner Gattungsvertreter. Sie hat 32 bis 36 mm lange Unterarme und 8,5 bis 11 mm lange Ohren. Oberseits ist glänzend schwarzes Fell vorhanden und die Unterseite ist grau. Ein breiter weißer Streifen bildet unterseits die Grenze zu den Flügeln und die Enden des Streifens bilden im Leistenbereich ein V. Die Ohren liegen weit auseinander und berühren sich nicht, wenn sie gegeneinander gepresst werden.

## Verbreitung
Die Kleine Lappenfledermaus lebt vorwiegend in der südlichen Hälfte von Queensland, in New South Wales und im Osten von South Australia. Verstreute Funde sind aus dem Bundesstaat Victoria und aus dem nördlichen Queensland bekannt. Diese Fledermaus bewohnt das Flach- und Hügelland, meist zwischen 40 und 400 Meter Höhe. Sie hält sich in Wäldern mit Hartlaubgewächsen und Araukarien, in Savannen und Buschländern auf. Soweit offene Wasserflächen vorhanden sind kann sie in trockenen Landschaften leben.

## Lebensweise
Soweit bekannt ruhen die Individuen in Erdhöhlen, Felsspalten, Baumhöhlen, verlassenen Bergwerksstollen und Gebäuden. Sie bilden Kolonien mit bis zu 50 Mitgliedern. Eine Generation lebt schätzungsweise vier bis sechs Jahre. Die Beute besteht aus Nachtfaltern und vermutlich anderen fliegenden Insekten.

## Gefährdung
Die Population wird durch Landschaftsveränderungen, Brände und Störungen am Ruheplatz beeinträchtigt. Die IUCN nimmt an, dass der Gesamtbestand in den 17 Jahren vor 2019 (drei Generationen) mit 25 bis 29 Prozent abnahm und listet die Kleine Lappenfledermaus in der Vorwarnliste (near threatened).